# Накамура Кинносукэ I
Накамура Кинносукэ I (яп. 初代 中村 錦之助 Сёдай Накамура Кинносукэ, 20 ноября 1932 года, Токио — 10 марта 1997 года, Касива), он же с 1971 года Ёродзуя Кинносукэ (яп. 萬屋 錦之介) — японский актёр театра кабуки, кино и телевидения, председатель профсоюза актёров кинокомпании «Тоэй» в конце 1950-х — начале 1960-х годов, впоследствии основавший собственную киностудию и спродюсировавший несколько фильмов.

## Биография
Будущий актёр Накамура Кинносукэ родился в районе Акасака в Токио 20 ноября 1932 года в большой театральной семье актёра кабуки, оннагаты Накамуры Токидзо III (яп.), под именем Кинъити Огава. Он родной брат актёров Накамуры Токидзо IV, Накамуры Сидо I, Накамуры Касё II (Кароку IV) и Накамуры Кадзуо.

### Карьера кабуки
Сценический дебют актёра (хацубутай) и присвоение ему имени Накамура Кинносукэ состоялись в 4-летнем возрасте в ноябре 1936 года на сцене театра Кабукидза (англ.), с исполнением им танца «Itsukushima Manekuhi Ōgi».
В 1971 году Накамура выделяет из родительской гильдии Харимая собственную гильдию Ёродзуя, возглавив её и сменив имя по названию гильдии. Последнее его появление на театральной сцене состоялось там же, где и первое, в «Кабукидза», где он исполнил роли в «Edokko Hanjōki», «Genroku Chûshingura» (ещё одной постановки «Мести Ако») и «Sasurai no Ōkami».
Его основное кабуки-имя было унаследовано (как Накамура Кинносукэ II) в 2007 году его племянником (от брата Накамуры Токидзо IV) Синдзиро Огавой, прежде выступавшим под именем Накамура Синдзиро.

### Карьера в кино и на телевидении
В 1954 году Накамура, как и ряд его коллег из кабуки, попробовал свои силы в кинематографе, сыграв впоследствии в более чем 140 фильмах в жанре дзидайгэки на студии «Тоэй», а также, после ухода оттуда в 1966 году, на ряде других, в том числе, с собственным продюсерством. Обладая универсальным талантом, Накамура неоднократно играл в одном фильме по нескольку ролей — вплоть до семи (в «Повести о жестокости бусидо» 1963 года) — предвосхищая этим более поздние достижения, например, комика Эдди Мёрфи.
В его кинорепертуаре присутствует множество исторических или полуисторических деятелей, в которое входят, в частности:
- Мастера меча, включая Ягю Мунэнори (в сериале NHK Haru no Sakamichi 1971 года и фильмах 1978 и 1982 года), Сакамото Рёму (в фильме 1970 года) и знаменитого мастера Миямото Мусаси — пожалуй, наиболее известную и «фирменную» роль Накамуры, которую актёр играл, в кино, как минимум, шесть раз (в одноимённой серии из пяти фильмов 1961—1965 годов и в 1971 году).
- Даймё и самураи, в том числе несколько героев в различных постановках по преданию Месть Ако (известному также как «47 ронинов/самураев») — злосчастный даймё Асано «такуми-но-ками» Наганори (1959) и оставшиеся верными ему ронины-мстители Оямада Сёдзаэмон (1956), Вакисака Авадзи-но-Ками (1961) и Оиси Кураносукэ[англ.] (1978), а также Сога Торимунэ (1956), Датэ Масамунэ (1959), Мацудайра Ёрицунэ (1959) и Мацудайра Катамори (1980), судья, магистрат и детектив Оока Этидзэн, испытавший на себе милость правителей зять Токугавы Тоётоми Хидэёри (1962) и брат Оды Нобунаги Ода Нагамасу (1989).
- Полководцы и правители: Минамото-но Ёсицунэ (1957, 1958, 1962), Такэда Сингэн (1969), уже упомянутый Ода Нобунага (1959 и 1965), сёгун Токугава Иэмицу (1958) — вплоть до императора Японии.
- Религиозные деятели: основатели течений японского буддизма Синран (1960) и Нитирэн (1979).
- Известный оябун якудза и филантроп Симидзу-но Дзиротё (несколько фильмов в 1960—1962 годах) и его ближайшие помощники, в том числе Мори-но Исимацу (1957, 1958, 1960).
- Ряд современных деятелей, в том числе основатель компании Mitsubishi Ятаро Ивасаки (1970).

Кроме того, актёр сыграл многих других популярных героев, таких как Тангэ Садзэн (1966) и популярный персонаж кабуки, «японский Робин Гуд» Бентэн Кодзо Кикуносукэ (1955), а с 1973 по 1976 годы и в 1984 году играл заглавную роль «одинокого волка» Огами Итто (известную также в киноисполнении Томисабуро Вакаямы) в сериалах студий NTV и Fuji TV Kozure Ōkami на основе одноимённой манги Кадзуо Коикэ.
Актёр умер 10 марта 1997 года от пневмонии, развившейся на фоне рака глотки.

## Премии различных кинофестивалей
Премии Азиатско-тихоокеанского кинофестиваля
- 1958 — 江戸の名物男 一心太助 (The Town Hero / Благородный Тасукэ, 1958) — приз за «Лучшую мужскую роль».

Премии Японской киноакадемии (японский аналог Оскара)
- 1979 — 赤穂城断絶 (The Shogun’s Samurai / Заговор клана Ягю, 1978) — номинация на «Лучшую мужскую роль».
- 1990 — 千利休 本覺坊遺文 (Death of a Tea Master, 1989) — номинация на «Лучшую мужскую роль второго плана».
- 1996 — Специальный приз за жизненные достижения.
- 1998 — Специальный приз по итогам карьеры (посмертно).

Blue Ribbon Awards
- 1959 — Приз в категории «Самый популярный» (Most Popular Award).
- 1964 — 武士道残酷物語 (Cruel Tales of Bushido, 1963) — приз за «Лучшую мужскую роль».

Кинопремия «Майнити»
- 1998 — Специальный приз по итогам карьеры (посмертно).

## Память об актёре

### Книги актёра и о нём
- «Моя жизнь — без сожалений и прикрас» (яп. わが人生 悔いなくおごりなく Вага дзинсэй — куи наку, огори наку)[3]
- «Накамура Кинносукэ — Золотой век тямбара студии Тоэй» (яп. 中村錦之助 東映チャンバラ黄金時代 Накамура Кинносукэ То:эй тямбара о:гондзидай)[4]
- Фотоальбом «Ёродзуя Кинносукэ: Оглядываясь на 60 лет в искусстве» (яп. 萬屋錦之介 芸道六十年回顧写真集 Ёродзуя Кинносукэ : Гэйдо: рокудзю:нэн кайко сясинсю:)[5]
- "Отцовские слёзы Ёродзуя Кинносукэ - специальное интервью с Кэйко Авадзи" (яп. 親父の涙万屋錦之介―淡路恵子特別インタビュー Оядзи но намида Ёродзуя Кинносукэ - Авадзи Кэйко токубэцу интабю:)[6]
- "Всем сердцем с Кинносукэ - в память о Накамуре Кинносукэ・Ёродзуя Кинносукэ" (яп. 一心錦之助―オマージュ中村錦之助・萬屋錦之介 Иссин Кинносукэ — ома:дзю Накамура Кинносукэ・Ёродзуя Кинносукэ)[7].

### Документальные фильмы
- 1981 — Chambara graffiti: Kill! (яп. ちゃんばらグラフィティー 斬る！ Chanbara gurafiti: Kiru!) — документальный фильм о жанре самурайского боевика, содержащий эпизоды съёмок ряда популярных актёров.

## Фильмография

### Серии фильмов
| Год  | Японское название                       | Транслитерация                                               | Английское название | Русское название | Роли     |
| ---- | --------------------------------------- | ------------------------------------------------------------ | ------------------- | ---------------- | -------- |
| 1954 | 新諸国物語 笛吹童子 第一部 どくろの旗   | Shin Shokoku Monogatari Fuefuki Dōji 1: Dokuro no Hata       | Clan revival        |                  | Кикумару |
| 1954 | 新諸国物語 笛吹童子 第二部 幼術の闘争   | Shin Shokoku Monogatari Fuefuki Dōji 2: Yōjutsu no Tōsō      |                     |                  | Кикумару |
| 1954 | 新諸国物語 笛吹童子 第三部 満月城の凱歌 | Shin Shokoku Monogatari Fuefuki Dōji 3: Mangetsu-jō no Gaika |                     |                  | Кикумару |

| Год  | Японское название              | Транслитерация     | Английское название | Русское название         | Роли  |
| ---- | ------------------------------ | ------------------ | ------------------- | ------------------------ | ----- |
| 1954 | 里見八犬伝 第一部 妖刀村雨丸   | Satomi Hakkenden 1 | Sorcerer’s Orb      | Псы-Воины клана Сатоми   | Синдо |
| 1954 | 里見八犬伝 第二部 芳流閣の龍虎 | Satomi Hakkenden 2 | Sorcerer’s Orb 2    | Псы-Воины клана Сатоми 2 | Синдо |
| 1954 | 里見八犬伝 第三部 怪猫乱舞     | Satomi Hakkenden 3 | Sorcerer’s Orb 3    | Псы-Воины клана Сатоми 3 | Синдо |
| 1954 | 里見八犬伝 第四部 血盟八剣士   | Satomi Hakkenden 4 | Sorcerer’s Orb 4    | Псы-Воины клана Сатоми 4 | Синдо |
| 1954 | 里見八犬伝 完結篇 暁の勝鬨     | Satomi Hakkenden Z | Sorcerer’s Orb 5    | Псы-Воины клана Сатоми 5 | Синдо |

| Год  | Японское название | Транслитерация | Английское название | Русское название | Роли         |
| ---- | ----------------- | -------------- | ------------------- | ---------------- | ------------ |
| 1954 | お坊主天狗 前篇   | Obōzu Tengu 1  |                     |                  | Бандо Косомэ |
| 1954 | お坊主天狗 後篇   | Obōzu Tengu 2  |                     |                  | Бандо Косомэ |

| Год  | Японское название                     | Транслитерация                                                | Английское название | Русское название | Роли           |
| ---- | ------------------------------------- | ------------------------------------------------------------- | ------------------- | ---------------- | -------------- |
| 1954 | 新諸国物語 紅孔雀 第一篇 那智の小天狗 | Shin Shokoku Monogatari Beni Kujaku 1: Nachi no Kotengu       |                     |                  | Нати но Косиро |
| 1955 | 新諸国物語 紅孔雀 第二篇 呪いの魔笛   | Shin Shokoku Monogatari Beni Kujaku 2: Noroi no Mateki        |                     |                  | Нати но Косиро |
| 1955 | 新諸国物語 紅孔雀 第三篇 月の白骨城   | Shin Shokoku Monogatari Beni Kujaku 3: Tsuki no hakotsu shiro |                     |                  | Нати но Косиро |
| 1955 | 新諸国物語 紅孔雀 第四篇 剣盲浮寝丸   | Shin Shokoku Monogatari Beni Kujaku 4: Kenmō Ukinemaru        |                     |                  | Нати но Косиро |
| 1955 | 新諸国物語 紅孔雀 完結篇 廃墟の秘宝   | Shin Shokoku Monogatari Beni Kujaku Z: Haikyo no Hihō         |                     |                  | Нати но Косиро |

| Год  | Японское название | Транслитерация              | Английское название      | Русское название      | Роли                |
| ---- | ----------------- | --------------------------- | ------------------------ | --------------------- | ------------------- |
| 1955 | 源義経            | Minamoto no Yoshitsune      | Minamoto no Yoshitsune   | Минамото-но Ёсицунэ   | Минамото-но Ёсицунэ |
| 1956 | 続源義経          | Zoku Minamoto no Yoshitsune | Minamoto no Yoshitsune 2 | Минамото-но Ёсицунэ 2 | Минамото-но Ёсицунэ |

| Год  | Японское название | Транслитерация           | Английское название | Русское название            | Роли                             |
| ---- | ----------------- | ------------------------ | ------------------- | --------------------------- | -------------------------------- |
| 1955 | 獅子丸一平        | Shishimaru Ippei         | Shishimaru Ippei    | Сисимару Иппэй              | Сисимару Иппэй; император Японии |
| 1955 | 続獅子丸一平      | Zoku Shishimaru Ippei    |                     | Сисимару Иппэй: Продолжение | Сисимару Иппэй; император Японии |
| 1956 | 獅子丸一平 第三部 | Shishimaru Ippei 3       |                     | Сисимару Иппэй 3            | Сисимару Иппэй; император Японии |
| 1956 | 危し！獅子丸一平  | Abunai! Shishimaru Ippei |                     | Берегись! Сисимару Иппэй    | Сисимару Иппэй                   |
| 1956 | 獅子丸一平 完結篇 | Shishimaru Ippei Z       |                     | Сисимару Иппэй 5            | Сисимару Иппэй                   |

| Год  | Японское название              | Транслитерация                                   | Английское название | Русское название | Роли            |
| ---- | ------------------------------ | ------------------------------------------------ | ------------------- | ---------------- | --------------- |
| 1956 | 異国物語 ヒマラヤの魔王        | Ikoku Monogarari Himaraya no Maō                 |                     |                  | Кадзэхая Курато |
| 1956 | 異国物語 ヒマラヤの魔王 双竜篇 | Ikoku Monogarari Himaraya no Maō: Sōryū hen      |                     |                  | Кадзэхая Курато |
| 1956 | 異国物語 ヒマラヤの魔王 日月篇 | Ikoku Monogarari Himaraya no Maō: Jitsugetsu ken |                     |                  | Кадзэхая Курато |

| Год  | Японское название                | Транслитерация                                                | Английское название    | Русское название                        | Роли |
| ---- | -------------------------------- | ------------------------------------------------------------- | ---------------------- | --------------------------------------- | ---- |
| 1956 | 新諸国物語 七つの誓い 黒水仙の巻 | Shin Shokoku Monogatari Nanatsu no Chikai: Kuro Suisen no Kan | The Seven Vows, Part 1 | Семеро Поклявшихся: Чёрный Нарцисс      | Горо |
| 1957 | 新諸国物語 七つの誓い 奴隷船の巻 | Shin Shokoku Monogatari Nanatsu no Chikai: Doreimone no Kan   | The Seven Vows, Part 2 | Семеро Поклявшихся: Невольничий корабль | Горо |
| 1957 | 新諸国物語 七つの誓い 凱旋歌の巻 | Shin Shokoku Monogatari Nanatsu no Chikai: Gaisen uta no Kan  | The Seven Vows, Part 3 | Семеро Поклявшихся 3: Песнь победы      | Горо |

| Год  | Японское название | Транслитерация        | Английское название                                | Русское название                     | Роли                  |
| ---- | ----------------- | --------------------- | -------------------------------------------------- | ------------------------------------ | --------------------- |
| 1957 | 任侠清水港        | Ninkyō shimizu-minato | Port of Honor                                      | Рыцари порта Симидзу / Порт чести    | Мори но Исимацу (яп.) |
| 1958 | 任侠東海道        | Ninkyō Tōkaidō        | A chivalrōs spirit                                 | Рыцари Токайдо / Дух благородства    | бондарь Ониёси        |
| 1960 | 任侠中仙道        | Ninkyō Nakasendō      | Gambler’s Code on the Nakasendo / Road of Chivalry | Рыцари Накасэндо / Путь благородства |                       |

| Год  | Японское название           | Транслитерация                        | Английское название        | Русское название | Роли                          |
| ---- | --------------------------- | ------------------------------------- | -------------------------- | ---------------- | ----------------------------- |
| 1957 | 源氏九郎颯爽記 濡れ髪二刀流 | Genji Kuro Sassoki Nuregami Nitoryu   | Tales of yōng Genji Kuro   |                  | Гэндзи Куро                   |
| 1958 | 源氏九郎颯爽記 白狐二刀流   | Genji Kuro Sassoki Byakko Nitoryu     | Tales of yōng Genji Kuro 2 |                  | Гэндзи Куро                   |
| 1962 | 源氏九郎颯爽記 秘剣揚羽の蝶 | Genji Kuro Sassoki Hiken Ageha no Cho | Tales of yōng Genji Kuro 3 |                  | Гэндзи Куро, Хацунэ но Хибики |

| Год  | Японское название | Транслитерация     | Английское название       | Русское название                     | Роли       |
| ---- | ----------------- | ------------------ | ------------------------- | ------------------------------------ | ---------- |
| 1957 | 大菩薩峠          | Dai-bosatsu tōge   | Swords in the Moonlight   | Перевал Бодхисаттвы / Меч Судьбы     | Уцуги Хёма |
| 1958 | 大菩薩峠 第二部   | Dai-bosatsu tōge 2 | Swords in the Moonlight 2 | Перевал Бодхисаттвы 2 / Меч Судьбы 2 | Уцуги Хёма |
| 1959 | 大菩薩峠 完結篇   | Dai-bosatsu tōge Z | Swords in the Moonlight 3 | Перевал Бодхисаттвы 3 / Меч Судьбы 3 | Уцуги Хёма |

| Год  | Японское название | Транслитерация     | Английское название | Русское название                    | Роли      |
| ---- | ----------------- | ------------------ | ------------------- | ----------------------------------- | --------- |
| 1957 | ゆうれい船 怒濤篇 | Yureifune Dotō-hen | Ghost Ship 1        | Корабль Призраков 1: Яростные волны | Дзиромару |
| 1957 | ゆうれい船 後篇   | Yureifune 2        | Ghost Ship 2        | Корабль Призраков 2                 | Дзиромару |

| Год  | Японское название       | Транслитерация                              | Английское название              | Русское название                    | Роли                                      |
| ---- | ----------------------- | ------------------------------------------- | -------------------------------- | ----------------------------------- | ----------------------------------------- |
| 1958 | 江戸の名物男 一心太助   | Edo no Meibutusu Otoko: Isshin Tasuke       | Noble Tasuke                     | Благородный Тасукэ                  | рыбак Иссин Тасукэ, сёгун Токугава Иэмицу |
| 1958 | 一心太助 天下の一大事   | Isshin Tasuke Tenka no Ichi Daiji           | Isshin Tasuke: A World in Danger | Иссин Тасукэ: Дело мировой важности | рыбак Иссин Тасукэ, сёгун Токугава Иэмицу |
| 1959 | 一心太助 男の中の男一匹 | Isshin Tasuke: Otoko no Nakano Otoko Ippiki | Isshin Tasuke: The Man of Men    | Иссин Тасукэ: Мужчина из мужчин     | рыбак Иссин Тасукэ, сёгун Токугава Иэмицу |
| 1961 | 家光と彦左と一心太助    | Iemitsu to Hikoza to Isshin Tasuke          | The king and his vassals         | Иэмицу, Хикодза и Иссин Тасукэ      | рыбак Иссин Тасукэ, сёгун Токугава Иэмицу |
| 1963 | 一心太助 男一匹道中記   | Isshin Tasuke: Otoko ippiki dōchūki         |                                  | Иссин Тасукэ: Дорожные заметки      | рыбак Иссин Тасукэ, сёгун Токугава Иэмицу |

| Год  | Японское название       | Транслитерация                   | Английское название       | Русское название | Роли              |
| ---- | ----------------------- | -------------------------------- | ------------------------- | ---------------- | ----------------- |
| 1958 | 殿さま弥次喜多 怪談道中 | Tonosama Yajikita Kaidan Dōchū   |                           |                  | Токугава Мунэнага |
| 1959 | 殿さま弥次喜多 捕物道中 | Tonosama Yajikita Torimono Dōchū | Diary of a wandering lord |                  | Токугава Мунэнага |
| 1960 | 殿さま弥次喜多          | Tonosama Yajikita                | Samurai Vagabonds         |                  | Токугава Мунэнага |

| Год  | Японское название     | Транслитерация                  | Английское название | Русское название                 | Роли                   |
| ---- | --------------------- | ------------------------------- | ------------------- | -------------------------------- | ---------------------- |
| 1957 | 水戸黄門              | Mito Kōmon                      |                     |                                  | Унокити                |
| 1959 | 水戸黄門 天下の副将軍 | Mito Kōmon Tenka no Fuku Shogun | Lord Mito 2         | Мито Комон 2: Правая рука сёгуна | Мацудайра Ёрицунэ      |
| 1960 | 水戸黄門              | Mito Kōmon                      | Lord Mito Komon     | Мито Комон                       | Ханарэгома но Сирокити |

| Год  | Японское название | Транслитерация | Английское название | Русское название | Роли   |
| ---- | ----------------- | -------------- | ------------------- | ---------------- | ------ |
| 1960 | 親鸞              | Shinran        | Shinran             | Синран           | Синран |
| 1960 | 続親鸞            | Zoku Shinran   | Shinran 2           | Синран 2         | Синран |

| Год  | Японское название               | Транслитерация                                | Английское название | Русское название | Роли               |
| ---- | ------------------------------- | --------------------------------------------- | ------------------- | ---------------- | ------------------ |
| 1961 | 若き日の次郎長 東海一の若親分   | Wakakihi no Jirochō: Tōkaiichi no Waka Oyabun |                     |                  | Симидзу но Дзиротё |
| 1962 | 若き日の次郎長 東海道のつむじ風 | Wakakihi no Jirochō: Tōkaidō no tsumujikaze   |                     |                  | Симидзу но Дзиротё |

| Год  | Японское название     | Транслитерация                        | Английское название | Русское название | Роли           |
| ---- | --------------------- | ------------------------------------- | ------------------- | ---------------- | -------------- |
| 1961 | 宮本武蔵              | Miyamoto Musashi                      | Miyamoto Musashi    | Миямото Мусаси   | Миямото Мусаси |
| 1962 | 宮本武蔵 般若坂の決斗 | Miyamoto Musashi: Hannyazaka no Kettō |                     |                  | Миямото Мусаси |
| 1963 | 宮本武蔵 二刀流開眼   | Miyamoto Musashi: Nitōryū Kaigan      |                     |                  | Миямото Мусаси |
| 1964 | 宮本武蔵 一乗寺の決斗 | Miyamoto Musashi: Ichijōji no Kettō   |                     |                  | Миямото Мусаси |
| 1965 | 宮本武蔵 巌流島の決斗 | Miyamoto Musashi: Ganryūjima no Kettō |                     |                  | Миямото Мусаси |

| Год  | Японское название | Транслитерация | Английское название      | Русское название | Роли             |
| ---- | ----------------- | -------------- | ------------------------ | ---------------- | ---------------- |
| 1962 | ちいさこべ 第一部 | Chiisakobe     | Carpenter and Children   |                  | Отомэ но Сигэдзи |
| 1962 | ちいさこべ 第二部 | Chiisakobe 2   | Carpenter and Children 2 |                  | Отомэ но Сигэдзи |

| Год  | Японское название     | Транслитерация                      | Английское название | Русское название                         | Роли          |
| ---- | --------------------- | ----------------------------------- | ------------------- | ---------------------------------------- | ------------- |
| 1965 | 花と龍                | Hana to Ryū                         |                     | Дракон и цветы                           | Тамаи Кингоро |
| 1966 | 続花と龍 洞海湾の決斗 | Zoku Hana to Ryū: Dōkaiwan no kettō |                     | Дракон и цветы 2: Сражение в бухте Докай | Тамаи Кингоро |

### Индивидуальные фильмы студии «Тоэй» (до 1966 года), а также других студий
| Год  | Японское название             | Транслитерация                                     | Английское название                         | Русское название                    | Роли                                                          |
| ---- | ----------------------------- | -------------------------------------------------- | ------------------------------------------- | ----------------------------------- | ------------------------------------------------------------- |
| 1954 | ひよどり草紙                  | Hiyodori sōshi                                     |                                             | Книга соловья                       |                                                               |
| 1954 | 花吹雪御存じ七人男            | Hanafubuki Gozonji Shichinin Otoko                 |                                             |                                     | Ёсабуро                                                       |
| 1954 | 唄しぐれ おしどり若衆         | Uta Shigure Oshidori Wakashū                       |                                             |                                     | Рюносукэ                                                      |
| 1954 | 唄ごよみいろは若衆            | Uta go yomi: Iroha wakashū                         |                                             |                                     | Инаба Яносукэ                                                 |
| 1954 | 八百屋お七 ふり袖月夜         | Yaoyaoshichi Furisode Zukiyo                       |                                             |                                     | Икута Китидзабуро                                             |
| 1954 | 満月狸ばやし                  | Mangetsu Tanuki Bayashi                            |                                             |                                     | Мамэтаро, Гэнносукэ                                           |
| 1954 | 新選組鬼隊長                  | Shinsengumi Onitaichō                              | The Last of Samurai                         |                                     | Окита Содзи (англ.)                                           |
| 1955 | 勢ぞろい喧嘩若衆              | Seizoroi Kenka Wakashū                             |                                             |                                     | Бентэн Кодзо Кикуносукэ (англ.)                               |
| 1955 | 越後獅子祭 やくざ若衆         | Echigojishi Matsuri Yakuza Wakashū                 |                                             |                                     | Катагай но Хансиро                                            |
| 1955 | 青春航路 海の若人             | Seishun Kōro Umi no Wakōdo                         |                                             |                                     | Ямадзато Эйитиро                                              |
| 1955 | あばれ纏千両肌                | Abarematoi Senryōhada                              |                                             |                                     | Нокицунэ Сандзи                                               |
| 1955 | 紅顔の若武者 織田信長         | Kōgan no Wakamusha: Oda Nobunaga                   |                                             |                                     | Ода Нобунага                                                  |
| 1955 | あばれ振袖                    | Abare Furisode                                     |                                             |                                     | Рютаро                                                        |
| 1956 | 羅生門の妖鬼                  | Rashōmon no Yōki                                   |                                             |                                     | Хэйдзабуро Ацудзи; Саюри; Ибараки Кидодзи (яп.); монах Хикару |
| 1956 | 晴姿一番纏                    | Hare Sugata Ichiban Matoi                          |                                             |                                     | Хогуми но Ятаро                                               |
| 1956 | 赤穂浪士 天の巻 地の巻        | Akō Rōshi: Ten no Maki, Chi no Maki (англ.)        |                                             | Замок Ако: Книга Небес, Книга Земли | Оямада Сёдзаэмон (яп.)                                        |
| 1956 | 悲恋 おかる勘平               | Hiren Okaru Kanpei                                 |                                             |                                     | Хаяно Кампэй                                                  |
| 1956 | 怪談 千鳥ケ淵                 | Kaidan Chidorigafuchi                              |                                             |                                     | Миносукэ                                                      |
| 1956 | 青年安兵衛 紅だすき素浪人     | Seinen Yasuhyōe Kurenai Dasuki Surōnin             |                                             |                                     | Накаяма Ясухёэ                                                |
| 1956 | 曽我兄弟 富士の夜襲           | Soga Kyōdai Fuji no Yashū                          |                                             |                                     | Сога Токимунэ (яп.)                                           |
| 1957 | 青雲の鬼                      | Seiun no Oni                                       |                                             |                                     | Хаями Адзума                                                  |
| 1957 | 雨の花笠                      | Ame no Hanagasa                                    |                                             |                                     | Тогэ но Синтаро                                               |
| 1957 | 隼人族の叛乱                  | Hayato-Zoku no Hanran                              | Rebellion                                   |                                     | Кэйхара Мондосукэ                                             |
| 1957 | 恋風道中                      | Koikaze Dōchū                                      | Breeze of Love                              |                                     | Дзироку но Тёкити                                             |
| 1958 | おしどり駕籠                  | Oshidori kago                                      | A Bull’s Eye for Love / Bull’s Eyes of Love | Любовь — прямо в «яблочко»          | штукатур Гэнта (наследник-даймё Минагути но Гэндзиро)         |
| 1958 | 風と女と旅鴉                  | Kaze to Onna to Tabigarasu                         | Wind, woman and road                        | Ветер, женщина и бродяга            | Кадзама но Гиндзи                                             |
| 1958 | 清水港の名物男 遠州森の石松   | Shimizukō no Meibutsuotoko Enshū Mori no Ishimatsu |                                             |                                     | Мори но Исимацу (яп.), дебют продюсерства                     |
| 1958 | 旗本退屈男                    | Hatamoto Taikutsu Otoko                            | The Bored Hatamoto                          |                                     | Агэха но Тёдзи                                                |
| 1958 | 剣は知っていた 紅顔無双流     | Ken Wa Shitte Ita: Kogan Muso Ryu                  | The Sword Knows                             |                                     | Маядоно Кёносукэ                                              |
| 1958 | 隠密七生記                    | Onmitsu Shichishoki                                | The Abandoned Swords                        | Брошенные мечи                      | Сагара Сампэй                                                 |
| 1958 | 浅間の暴れん坊                | Asama no Abarenbō                                  | Roughneck from Asama / Free spirit of Asama | Якудза из Асамы                     | Асама но Итари                                                |
| 1959 | 忠臣蔵 桜花の巻 菊花の巻      | Chushingura: Ōka no maki, Kikka no maki            | The Great Avengers / 47 Masterless Samurai  |                                     | Асано Такуми но Ками                                          |
| 1959 | 美男城                        | Binanjo                                            | Forbidden Castle / Castle of Handsome Men   |                                     | Уманосукэ                                                     |
| 1959 | お役者文七捕物暦 蜘蛛の巣屋敷 | Oyakusha Bunshichi Torimono-reki, Kumonosu-Yashiki |                                             |                                     | Оякуся Бунсити                                                |
| 1959 | 独眼竜政宗                    | Dokuganryu Masamune                                | Hawk of the North                           | Сокол Севера                        | Датэ Масамунэ                                                 |
| 1959 | 血闘水滸伝 怒濤の対決         | Ketto Suikoden Dotō no Taiketsu                    | A Spectacular Showdown                      |                                     | Сюносаки но Сэйкити                                           |
| 1959 | 浪花の恋の物語                | Naniwa no Koi no Monogatari                        | Their own world                             | История влюблённых в Нанива         | Камэя Тюбэй                                                   |
| 1959 | 風雲児 織田信長               | Fūnji Oda Nobunaga                                 | Oda Nobunaga                                |                                     | Ода Нобунага                                                  |

| Год  | Японское название             | Транслитерация                        | Английское название                            | Русское название                           | Роли                                                                                               |
| ---- | ----------------------------- | ------------------------------------- | ---------------------------------------------- | ------------------------------------------ | -------------------------------------------------------------------------------------------------- |
| 1960 | 弥太郎笠                      | Yataro Gasa                           | Yakuza of Ina / My friend Death                |                                            | Рянко но Ятаро                                                                                     |
| 1960 | 暴れん坊兄弟                  | Abarenbō Kyōdai                       | Unwieldy brothers                              |                                            | |
| 1960 | 森の石松鬼より怖い            | Mori no Ishimatsu Oni yori kowai      |                                                |                                            | Мори но Исимацу (яп.)                                                                              |
| 1960 | 若き日の次郎長 東海の顔役     |                                       | The Woman’s Testament                          |                                            | Симидзу но Дзиротё (яп.)                                                                           |
| 1961 | 江戸っ子奉行 天下を斬る男     | Edokko Bugyo Tenka wo Kiru Otoko      | An Edo Magistrate                              |                                            | Оока Этидзэн (англ.)                                                                               |
| 1961 | 赤穂浪士                      | Akō Rōshi                             | Ako Roshi                                      | Замок Ако / Ронины из Ако / Месть Ако      | Вакисака Авадзи но Ками                                                                            |
| 1961 | 江戸っ子繁昌記                | Edokko Hanjo-ki                       |                                                |                                            | Сэйдзан Харима, рыботорговец Кацугоро                                                              |
| 1961 | 反逆児                        | Hangyakuji                            | The Conspirator                                | Заговорщик                                 | Сабуро Нобуясу                                                                                     |
| 1962 | 瞼の母                        | Mabuta no Haha                        | In search of mother                            | В поисках матери                           | Тютаро                                                                                             |
| 1962 | 千姫と秀頼                    | Sen-hime to Hideyori                  | Lady Sen and Hideyori                          | Принцесса Сэн и Хидэёри                    | Тоётоми Хидэёри                                                                                    |
| 1962 | 次郎長と小天狗 殴り込み甲州路 | Jirocho to Kotengu Nagurikomi Koshuji | A revengeful raid                              |                                            | Симидзу но Дзиротё (яп.)                                                                           |
| 1963 | 勢揃い東海道                  | Seizoroi Tōkaidō                      |                                                |                                            | Омаэда Эйдзиро                                                                                     |
| 1963 | 武士道残酷物語                | Bushido Zankoku Monogatari            | Cruel Tales of Bushido / Bushido, Samurai Saga | Повесть о жестокости бусидо                | Иикура Дзиродзаэмон, Садзиэймон, Кютаро, Сюдзо, Синго, Осаму, Сусуму (7 человек с фамилией Иикура) |
| 1963 | 真田風雲録                    |                                       | Sasuke and his Comedians                       |                                            | Ханарэсару но Сасукэ                                                                               |
| 1963 | 関の弥太ッぺ                  | Seki no Yatappe                       | Yakuza from Seki                               | Ятаппэ из Сэки / Якудза из Сэки            | Ятаппэ (Сэки но Ятаро)                                                                             |
| 1964 | 鮫                            | Same                                  |                                                | Акула                                      | |
| 1964 | 日本侠客伝                    | Nihon Kyokakuden                      | Chivalrous story of Japan                      |                                            | Сэйдзи                                                                                             |
| 1964 | 仇討                          | Adauchi                               | Revenge                                        |                                            | Эсаки Симпати                                                                                      |
| 1965 | 徳川家康                      | Tokugawa Ieyasu                       | Lord Tokugawa Ieyasu                           | Токугава Иэясу                             | Ода Нобунага                                                                                       |
| 1965 | 冷飯とおさんとちゃん          | Hiyameshi to Osan to Chan             | Cold Rice, Osan, Chan                          | Последыш. Осан. Тян (три короткие истории) | Сибаяма Тайсиро, плотник Санта, ремесленник Дзюкити                                                |
| 1965 | 股旅三人やくざ                | Matatabi San-Nin Yakuza               | Three Yakuza                                   |                                            | Кадзэ но Кютаро                                                                                    |
| 1966 | 沓掛時次郎 遊侠一匹           | Kutsukake Tokijirō: Yukyo ippiki      |                                                |                                            | Куцукакэ Токидзиро                                                                                 |
| 1966 | 丹下左膳 飛燕居合斬り         |                                       | Tange Sazen: Secter of the urn                 |                                            | Тангэ Садзэн                                                                                       |

| Год  | Японское название | Транслитерация | Английское название             | Русское название               | Роли          |
| ---- | ----------------- | -------------- | ------------------------------- | ------------------------------ | ------------- |
| 1968 | 祇園祭            | Gion Matsuri   |                                 | Праздник Гион                  | Синкити       |
| 1969 | 風林火山          | Fūrinkazan     | Samurai Banners                 | Фуринкадзан / Знамёна самураев | Такэда Сингэн |
| 1969 | 新選組            | Shinsengumi    | Band of Assassins / Shinsengumi | Синсэнгуми                     | Арима Сёта    |
| 1970 | 待ち伏せ          | Machibuse      |                                 | Засада на кровавом перевале    | Ибуки Хёма    |

| Год  | Японское название | Транслитерация     | Английское название                   | Русское название | Роли             |
| ---- | ----------------- | ------------------ | ------------------------------------- | ---------------- | ---------------- |
| 1969 | 御用金            | Goyōkin            | Official Gold / Steel Edge of Revenge | Золото сёгуна    | Фудзимаки Самон  |
| 1971 | 暁の挑戦          | Akatsuki no Chōsen |                                       | Вызов на заре    | Футаки Сэнносукэ |

| Год  | Японское название | Транслитерация      | Английское название | Русское название | Роли    |
| ---- | ----------------- | ------------------- | ------------------- | ---------------- | ------- |
| 1969 | 尻啖え孫市        | Shirikurae Magoichi | The Magoichi Saga   |                  | Магоити |

| Год  | Японское название       | Транслитерация                   | Английское название | Русское название | Роли           |
| ---- | ----------------------- | -------------------------------- | ------------------- | ---------------- | -------------- |
| 1969 | 地獄変                  | Jigokuhen                        | Portrait of Hell    | Картины Ада      | даймё Хорикава |
| 1970 | 商魂一代 天下の暴れん坊 | Shōkon Ichidai Tenka no Abarenbō | Will to Conquer     |                  | Ивасаки Ятаро  |
| 1971 | 真剣勝負                | Shinken Shōbu                    | Swords of Death     |                  | Миямото Мусаси |

| Год  | Японское название | Транслитерация | Английское название | Русское название | Роли          |
| ---- | ----------------- | -------------- | ------------------- | ---------------- | ------------- |
| 1970 | 幕末              | Bakumatsu      | Bakumatsu           | Бакумацу         | Сакамото Рёма |

| Год  | Японское название | Транслитерация              | Английское название                                                       | Русское название                | Роли                                                      |
| ---- | ----------------- | --------------------------- | ------------------------------------------------------------------------- | ------------------------------- | --------------------------------------------------------- |
| 1978 | 柳生一族の陰謀    | Akō-jō Danzetsu             |                                                                           | Падение замка Ако               | Ягю Тадзима-но-Ками Мунэнори (англ.)                      |
| 1978 | 赤穂城断絶        | Yagyū Ichizoku no Inbou     | The Shogun’s Samurai / Intrigue of the Yagyu clan / Yagyu Clan Conspiracy | Заговор клана Ягю               | Оити Курасукэ (англ.)                                     |
| 1979 | 日蓮              | Nichiren                    | Nichiren                                                                  | Нитирэн                         | Нитирэн (основатель одноимённой школы японского буддизма) |
| 1979 | 真田幸村の謀略    | Sanada Yukimura no Boryaku  |                                                                           | Хитрость Санады Юкимуры         | Токугава Иэясу                                            |
| 1980 | 徳川一族の崩壊    | Tokugawa Ichizoku no Hōkai  |                                                                           | Падение дома Токугава           | Мацудайра Катамори (англ.)                                |
| 1981 | 仕掛人梅安        | Shikakenin Baian            |                                                                           |                                 |                                                           |
| 1982 | 青春の門 自立篇   | Seishun no Mon Jiritsu Hen  | The Gate of Youth 2                                                       |                                 |                                                           |
| 1985 | 最後の博徒        | Saigo no Bakuto             | The Last Gambler                                                          |                                 | Харунобу                                                  |
| 1989 | 千利休 本覺坊遺文 | Sen no Rikyū Hongakubō Ibun | Death of a Tea Master                                                     | Смерть мастера чайной церемонии | Ода Уракусай (Ода Нагамасу (англ.))                       |

### Телесериалы
| Годы | Японское название | Транслитерация  | Английское название | Русское название | Роли         |
| ---- | ----------------- | --------------- | ------------------- | ---------------- | ------------ |
| 1966 | 泣いてたまるか    |                 |                     |                  |              |
| 1966 | 真田幸村          | Sanada Yukimura |                     |                  |              |
| 1989 | 赤ひげ            | Akahige         |                     |                  | Араидэ Кёдзё |

| Годы      | Японское название | Транслитерация       | Английское название | Русское название                             | Роли               |
| --------- | ----------------- | -------------------- | ------------------- | -------------------------------------------- | ------------------ |
| 1968      | 江戸一番の大泥棒  | Edo Ichiban Oodoborō |                     |                                              |                    |
| 1973-1976 | 子連れ狼          | Kozure Okami         | Lone Wolf and Cub   | Одинокий волк и его ребёнок                  | Огами Итто         |
| 1975      | 長崎犯科帳        | Nagasaki Hankachō    |                     |                                              | Хирамацу Тюсиро    |
| 1987      | 田原坂            | Tabaruzaka           |                     |                                              | Кацу Кайсю (англ.) |
| 1987      | 銭形平次          | Zenigata Heiji       | Zenigata Heiji      | Дзэнигата Хэйдзи / Детектив Хэйдзи-«монетка» | Сасано Ясабуро     |
| 1990-1992 | 柳生武芸帳        | Yagyū bugeichō       |                     | Династия боевых искусств Ягю                 |                    |

| Годы | Японское название     | Транслитерация    | Английское название | Русское название | Роли                          |
| ---- | --------------------- | ----------------- | ------------------- | ---------------- | ----------------------------- |
| 1971 | 春の坂道              | Haru no Sakamichi |                     |                  | Ягю Мунэнори (англ.)          |
| 1986 | 武蔵坊弁慶            | Musashibō Benkei  | Musashibo Benkei    | Мусасибо Бэнкэй  | Фудзивара но Хидэхира (англ.) |
| 1987 | ばら色の人生          | Barairo no Jinsei |                     |                  |                               |
| 1994 | 花の乱                | Hana no Ran       |                     |                  | Ямана Содзэн (англ.)          |
| 1996 | 土曜ドラマ カンパニー | Kanpanī           |                     | Компания / Фирма | сам себя                      |

| Годы      | Японское название  | Транслитерация               | Английское название | Русское название | Роли                    |
| --------- | ------------------ | ---------------------------- | ------------------- | ---------------- | ----------------------- |
| 1966      | 暗闇の丑松         | Kurayami no Ushimatsu        |                     |                  |                         |
| 1966      | いのち             | Inochi                       |                     | Жизнь            |                         |
| 1971      | 大忠臣蔵           | Daichūshingura               |                     |                  | Вакисака Ясутэру (яп.)  |
| 1972      | さすらいの狼       | Sasurai no Ookami            |                     |                  | Хаями Рюносин           |
| 1973      | 長谷川伸           | Hasegawa Shin                |                     |                  |                         |
| 1973      | 弥太郎笠           | Yatarō Gasa                  |                     |                  |                         |
| 1974-1977 | 破れ傘刀舟悪人狩り | Yaburega Satōshū Akunin Gari |                     |                  |                         |
| 1977      | 破れ奉行           | Yabure Bugyō                 |                     |                  | Хаями Укон              |
| 1978-1979 | 破れ新九郎         | Yabure Shinkurō              |                     |                  | Синкуро                 |
| 1979      | 赤穂浪士           | Akō Rōshi                    | Ako Roshi           |                  | Оиси Кураносукэ (англ.) |
| 1980-1982 | 鬼平犯科帳         | Onihei Hankachō              |                     |                  | Хасэгава Нобутамэ (яп.) |
| 1991      | 若さま侍捕物帖     | Wakasama Zamurai Torimomochō |                     |                  |                         |
| 1995      | 鬼麿斬人剣         | Onimaro Zanjinken            |                     |                  | Минамото Киёмаро        |

| Годы | Японское название     | Транслитерация               | Английское название | Русское название     | Роли                 |
| ---- | --------------------- | ---------------------------- | ------------------- | -------------------- | -------------------- |
| 1981 | それからの武蔵        | Sorekara no Musashi          |                     |                      | Миямото Мусаси       |
| 1982 | 竜馬がゆく            | Ryōma Gayuku                 |                     |                      | Сакамото Рёма        |
| 1982 | 柳生新陰流            |                              |                     | Синкагэ-рю клана Ягю | Ягю Мунэнори (англ.) |
| 1996 | 文吾捕物絵図 張り込み | Bungo torimono ezu: Harikomi |                     |                      | Усукэ                |

| Годы      | Японское название    | Транслитерация                | Английское название | Русское название                             | Роли                 |
| --------- | -------------------- | ----------------------------- | ------------------- | -------------------------------------------- | -------------------- |
| 1981      | 宿命剣 鬼走り        | Shukumeiken Onibashiri        |                     |                                              | Одзэки Дзюдаю        |
| 1981-1982 | 日本犯科帳・隠密奉行 | Nihon Hanka-chō Onmitsu Bugyō |                     |                                              |                      |
| 1982      | 大岡越前             | Ōoka Echizen                  | Ooka Echizen        | Оока Этидзэн                                 | Оока Этидзэн-но-ками |
| 1984      | 子連れ狼             | Kozure Okami                  | Lone Wolf and Cub   | Одинокий волк и его ребёнок                  | Огами Итто           |
| 1984      | 弐十手物語           | Nijutte Monogatari            |                     |                                              |                      |
| 1984      | 真夜中の匂い         | Mayonaka no Nioi              |                     |                                              |                      |
| 1991      | 雲霧仁左衛門         | Kumokiri Nizaemon             | Kumokiri Nizaemon   | Кумокири Нидзаэмон (по манге Сётаро Икэнами) | Кумокири Нидзаэмон   |
| 1992      | 御金蔵破り           | Gokinzo Yaburi                |                     |                                              | Кэмури но Томидзо    |

| Годы      | Японское название | Транслитерация          | Английское название                                                   | Русское название  | Роли               |
| --------- | ----------------- | ----------------------- | --------------------------------------------------------------------- | ----------------- | ------------------ |
| ABC, 1969 | 魔像十七の首      |                         |                                                                       |                   |                    |
| KTV, 1978 | 柳生一族の陰謀    | Yagyū Ichizoku no Inbou | Shogun’s Samurai / Intrigue of the Yagyu clan / Yagyu Clan Conspiracy | Заговор клана Ягю | Токугава-но Ёсинао |